# Andrea Mantegna

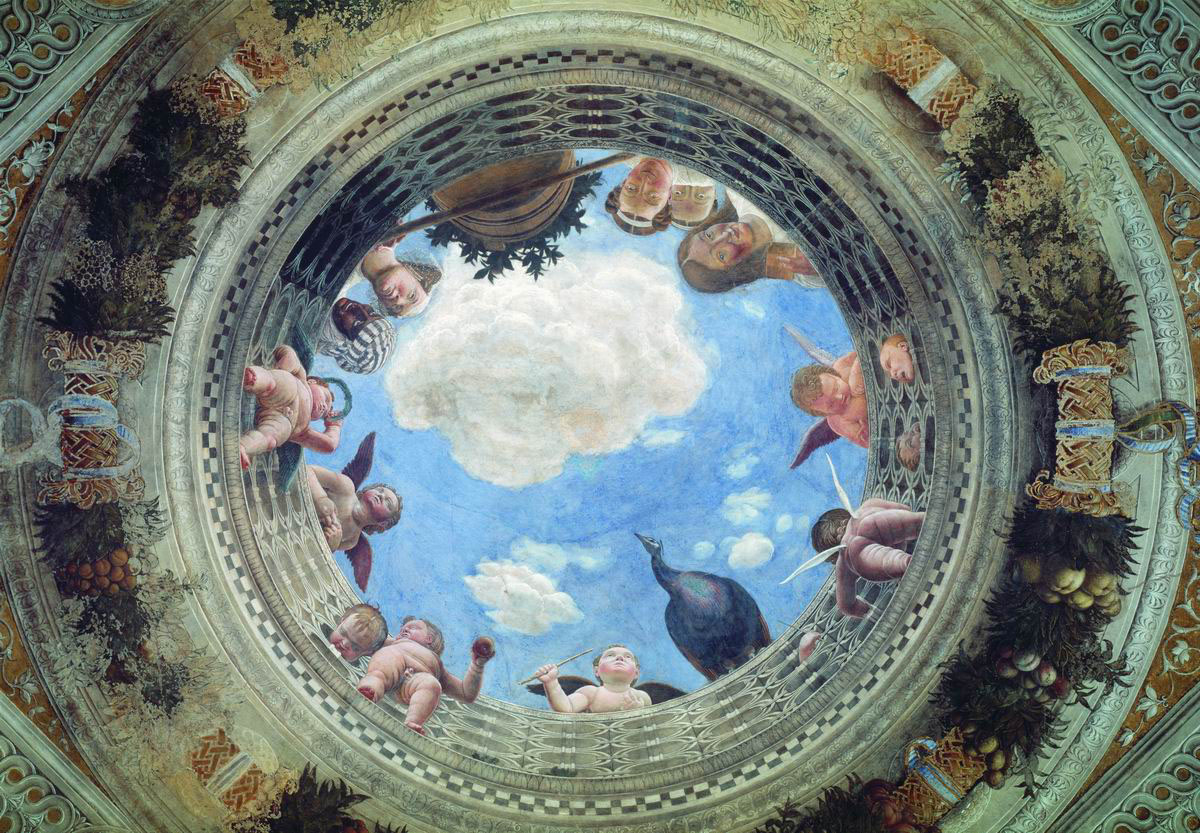
Fresk na suficie Camera degli Sposi, Palazzo Duccale, Mantua

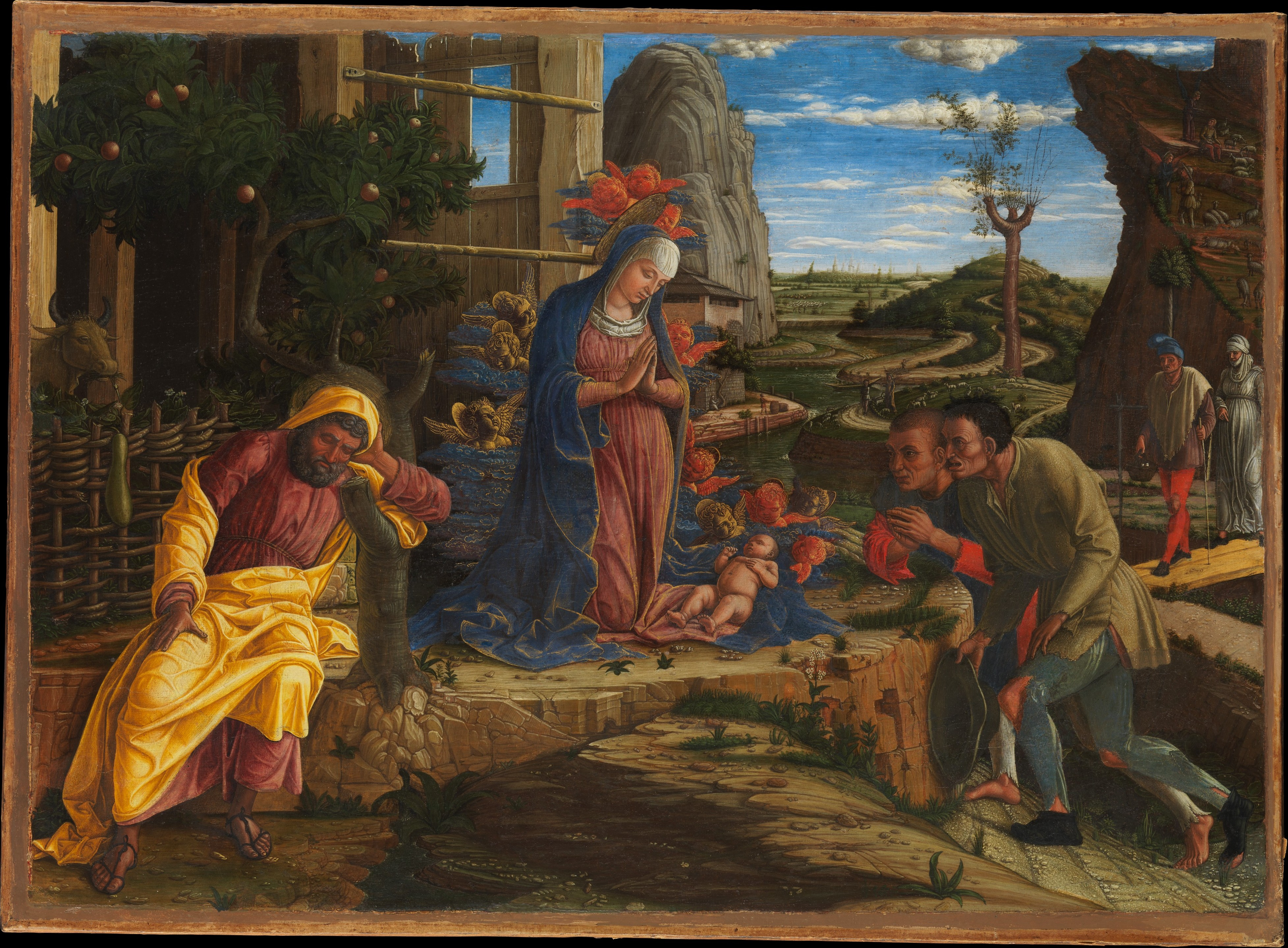
Pokłon pasterzy, Metropolitan Museum of Art, Nowy Jork

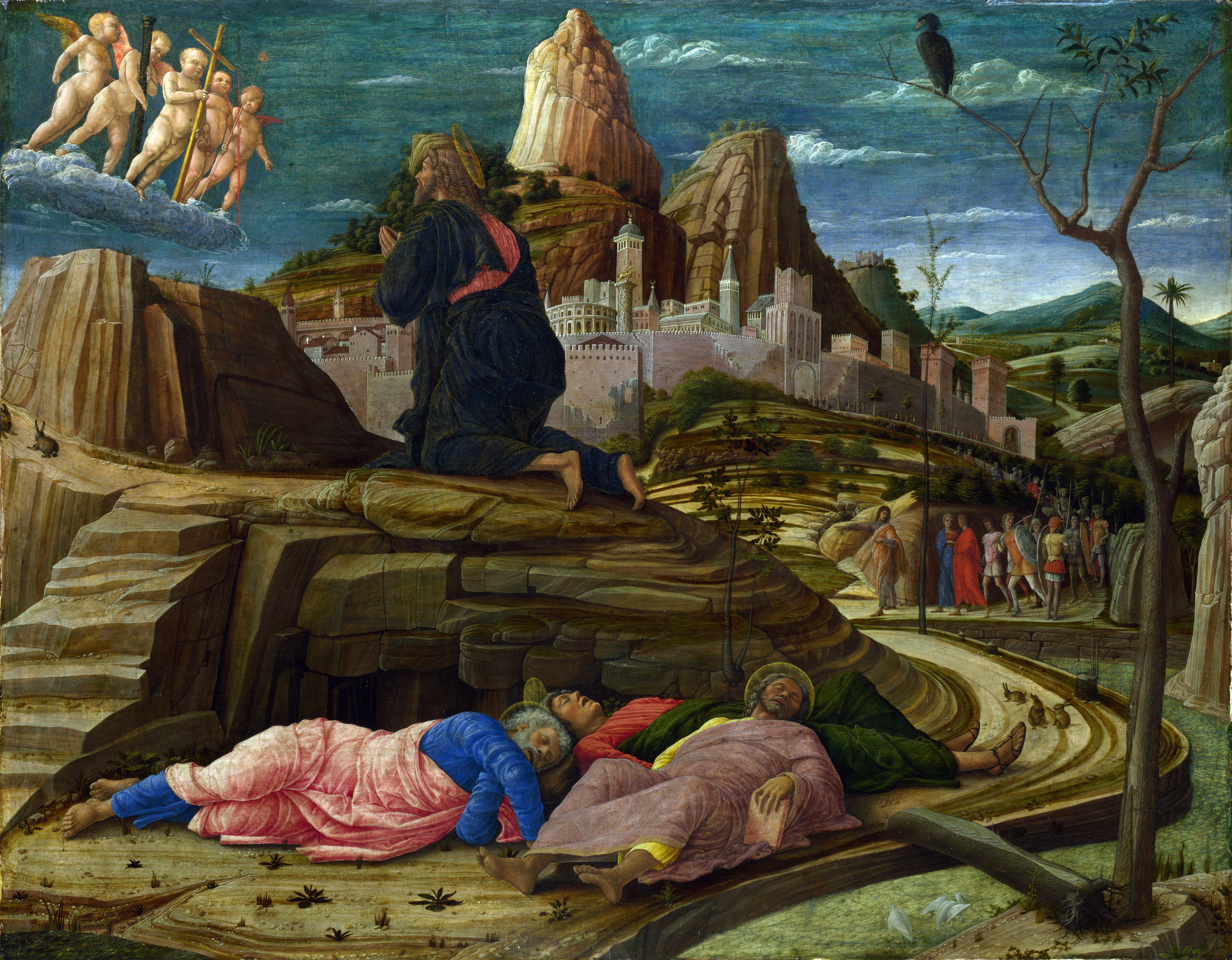
Modlitwa w Ogrójcu, National Gallery w Londynie

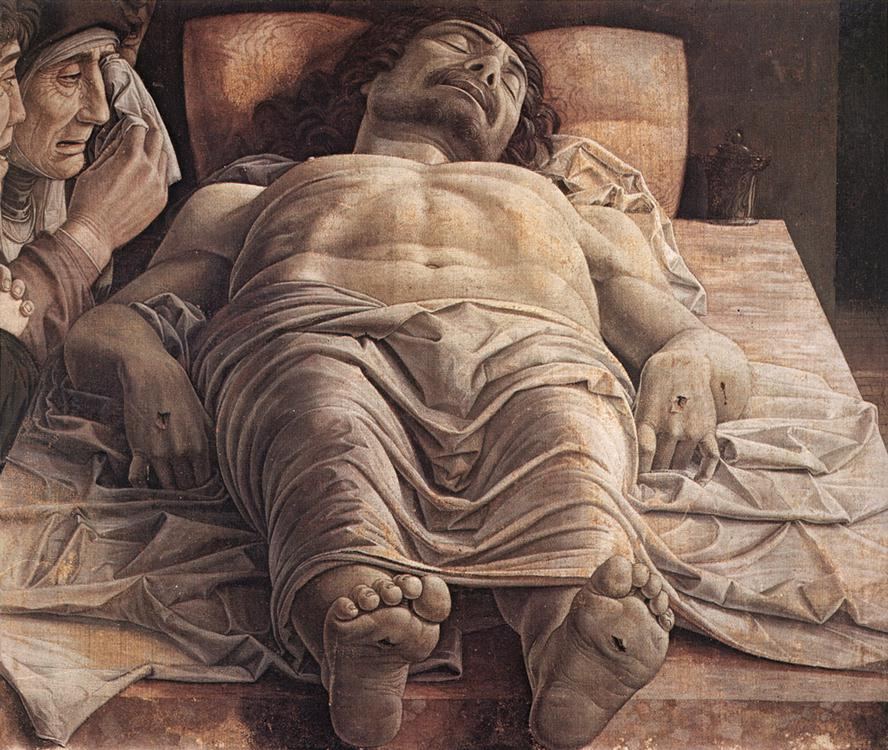
Zmarły Chrystus, Pinakoteka Brera w Mediolanie

Andrea Mantegna (ur. ok. 1431, zm. 13 września 1506) – włoski malarz i rytownik. Urodzony w okolicy Vicenzy w rodzinie cieśli. Zajmował się także dyplomacją, projektowaniem arrasów, archeologią i matematyką.
Był prekursorem miedziorytu, a jego prace były wzorem dla Albrechta Dürera. Tworzył głównie w Padwie i Mantui. Jego obrazy wyróżniają się dramatyzmem rysunku, mistrzostwem perspektywy oraz wybitnie klasycznym detalem architektonicznym.
Do najważniejszych jego prac zalicza się freski ze scenami z życia św. św. Krzysztofa i Jakuba w Cappella Ovetari w kościele degli Eremitani w Padwie (1448-1457), poważnie uszkodzone w czasie II wojny światowej, częściowo zrekonstruowane) oraz freski w Camera degli Sposi w Pałacu Książęcym w Mantui. Od 1459 pracował u Gonzagów w Mantui, tworząc serię wybitnych fresków w Castello San Giorgio i Palazzo Ducale. Namalowany w latach 1465-1466 obraz Chrystus zmarły wyróżnia się zastosowaniem bardzo śmiałego skrótu perspektywicznego.
W twórczości Mantegni widać dokładną znajomość antyku, np. 9 obrazów pod wspólnym tytułem Triumf Cezara (ok. 1480-1492). Inną jego pracą był obraz Modlitwa w Ogrójcu z 1460 roku, znajdujący się obecnie w National Gallery w Londynie. W galerii Uffizi znajdują się trzy obrazy, obecnie Tryptyk z Pokłonem Trzech Króli, Obrzezaniem i Wniebowstąpieniem Chrystusa.

## Prace artysty

### Lata 1431-1459
- Święty Marek – ok. 1448, Städelsches Kunstinstitut Frankfurt
- Święty Hieronim - 1448 – 1449, Museu de Arte, São Paulo
- Święty Piotr – ok. 1449 fresk, kościół Eremitani, Padwa
- Serafin – 1449 – 1450 kościół Eremitani kaplica Ovetarich, Padwa
- Pokłon pasterzy – 1450, Metropolitan Museum of Art
- Portret Jacopa Antonia – 1453 Bibliotheque de I’Arsenal, Paryż
- Poliptyk ze św. Łukaszem – 1453 – 1454, tempera na desce 178 × 227 cm, Pinakoteka Brera, Mediolan
- Poliptyk świętego Łukasza, – 1454, Pinakoteka Brera
- Święta Eufemia – 1454, Gallerie Nazionali, Neapol
- Święty Jerzy – ok. 1456 – 1457, tempera na desce 66 × 32 cm, Gallerie dell’Accademia, Wenecja
- Dzieciątko błogosławiące – 1455 – 1460, National Gallery of Art, Waszyngton
- Prezentacja w świątyni -1455- 1465, tempera na desce 69 × 86,3 cm, Gemäldegalerie, Berlin

### Na dworze Gonzagów (1460-1474)
- Zaśnięcie Matki Boskiej – 1450 – 1460, tempera i złoto na desce 54 × 42 cm, Prado
- Poliptyk San Zeno – ok. 1457 – 1460, Werona
- Tryptyk z Uffizi (Tryptyk:Obrzezanie, Pokłon Trzech Króli, Wniebowstąpienie) – ok. 1459 – 1492, tempera na desce, kwatera środkowa 77 × 75 cm, kwatery boczne 86 × 42,5 cm, Galeria Uffizi, Florencja
- Pogrzeb Najświętszej Marii Panny – 1460, Prado, Madryt
- Modlitwa w Ogrójcu – 1460
- Święty Sebastian – ok. 1460
- Portret Francesca Gonzagi – ok. 1460 – 1462, tempera na desce 25 × 18, cm, Museo di Capodimonte, Neapol
- Madonna z Dzieciątkiem – 1465 – 1470, Staatliche Museen, Gemäldegalerie
- Północna ściana w camera Picta – 1465 – 1474 Palazzo Ducale, Mantua
- Tryptyk z Pokłonem Trzech Króli, Obrzezaniem i Wniebowstąpieniem Chrystusa – 1466
- Portret mężczyzny- ok. 1466, Galeria Uffizi

### Lata 1475-1497
- Opłakiwanie zmarłego Chrystusa (Martwy Chrystus) – 1475 – 1478, tempera na płótnie 68 × 81 cm, Pinakoteka Brera, Mediolan
- Matka Boska Zwycięska – 1496, Luwr
- cykl Triumf Cezara:
  - Trębacze i chorążowie – (płótno I) 1485 – 1500, Hampton Court Royal Collection
  - Trofea i machiny oblężnicze, poselstwa podbitych miast i inskrypcje – (płótno II) 1480 – 1500, Hampton Court Royal Collection
  - Wóz z trofeami i tragarze łupów – (płótno III) 1485 – 1500, Hampton Court Royal Collection
  - Trębacze, chóry i słonie – (płótno V) 1485 – 1500, Hampton Court Royal Collection
  - Tragarze łupów, trofeów i broni – (płótno VI) – 1485 – 1500, Hampton Court Royal Collection
  - Muzycy i niosący sztandary – (płótno VIII), 1485 – 1500, Hampton Court Royal Collection
  - Juliusz Cezar na triumfalnym wozie – (płótno IX) 1485 – 1500, Hampton Court Royal Collection
- Madonna u groty – 1488 – 1490, Galeria Uffizi
- Chrystus podtrzymywany przez dwóch aniołów – 1490 – 1500, Ny Carlsberg Glyptotek, Kopenhaga
- Zstąpienie Chrystusa do piekieł – ok. 1492, kolekcja prywatna, Barbary Piaseckiej Johnson, Princeton
- Odkupiciel – 1493, Congregazione Della Carita
- Judyta – ok. 1495, olej na desce, 30,11 × 18,1 cm, National Gallery of Art, Waszyngton
- Judyta z głową Holofernesa – ok. 1495, olej na miedzi 38,5 × 24,5 cm, Muzeum Czartoryskich w Krakowie
- Święta Rodzina ze św. Janem  – 1495 – 1505, Gemäldegalerie, Drezno
- Parnas – 1497, 159 cm × 192 cm, Luwr

### Ostatnie lata
- Triumf cnoty – ok. 1499 – 1502, Luwr